# Burg Kirnstein
Burg Kirnstein ist die Ruine einer Spornburg auf 520 m ü. NHN. Die Burg befindet sich am Osthang des Wildbarrens im Inntal südlich von Kirnstein auf dem Gebiet der heutigen Gemeinde Flintsbach am Inn im Landkreis Rosenheim in Bayern. Die Anlage ist unter der Aktennummer D-1-87-131-31 als denkmalgeschütztes Baudenkmal von Kirnstein verzeichnet. Ebenso wird sie als Bodendenkmal unter der Aktennummer D-1-8338-0037 im Bayernatlas als „untertägige mittelalterliche und frühneuzeitliche Befunde im Bereich der Burgruine Kirnstein und der angeschlossenen Passsperre“ geführt.

## Geschichte
Burg Kirnstein war im 12. Jahrhundert von den einst mächtigen Herren von Neuburg-Falkenstein als Ministerialensitz im Inntal errichtet worden. Um das Jahr 1130 wurde ein „Leoprant de Churne“ als Zeuge für den Grafen Wolfger von Falkenstein genannt. Die Burg lag unmittelbar an der durch das verengte Inntal führenden Altstraße und kontrollierte sie. Nach dem Untergang der Falkensteiner kam sie 1247 in den Besitz der Wittelsbacher. Danach folgten weitere Besitzerwechsel, 1361 kam die Burg an die Herren von Preysing zu Wolnzach, im Jahr 1400 an Seitz von Laimering und 1405 an die Herzöge von Bayern-Ingolstadt.
Die erste Zerstörung erfolgte im Krieg im Zuge der Bayerischen Landesteilung von 1392 zwischen den Herzögen Ernst von München und Heinrich dem Reichen von Landshut auf der einen Seite, sowie Herzog Ludwig im Bart andererseits um 1430, sie wurde dabei durch Feuer vernichtet. Anschließend wurde die Burg durch die Herzöge von Bayern-Landshut wieder errichtet und an Erasmus Waltenhofer als Lehen vergeben. Eine zweite und letzte Zerstörung fand im Bayerischen Krieg 1504 statt.
1568 bezeichnete sie der Kartograph Philipp Apian in seinen Bairischen Landtafeln als „arx in monte sita“, also als Burg in den Bergen, 1585 wurde sie von Wiguleus Hund im Bayerischen Stammbuch als „zerprochenes Schloß“ beschrieben. Die Westmauer der Ruine fiel im Jahre 2002 einem Sturm zum Opfer.

## Beschreibung

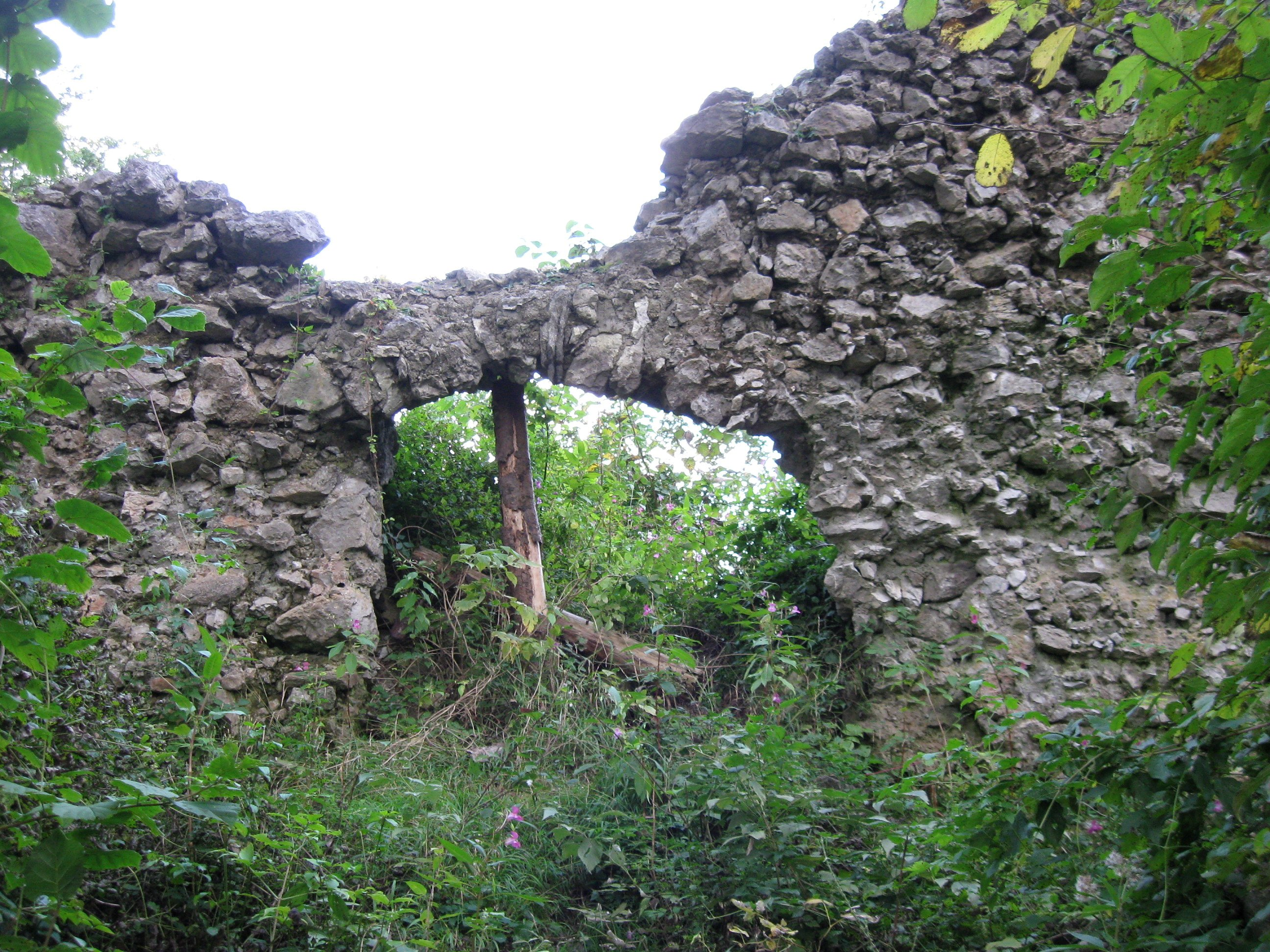
Bild 3: Burgtor (September 2012)

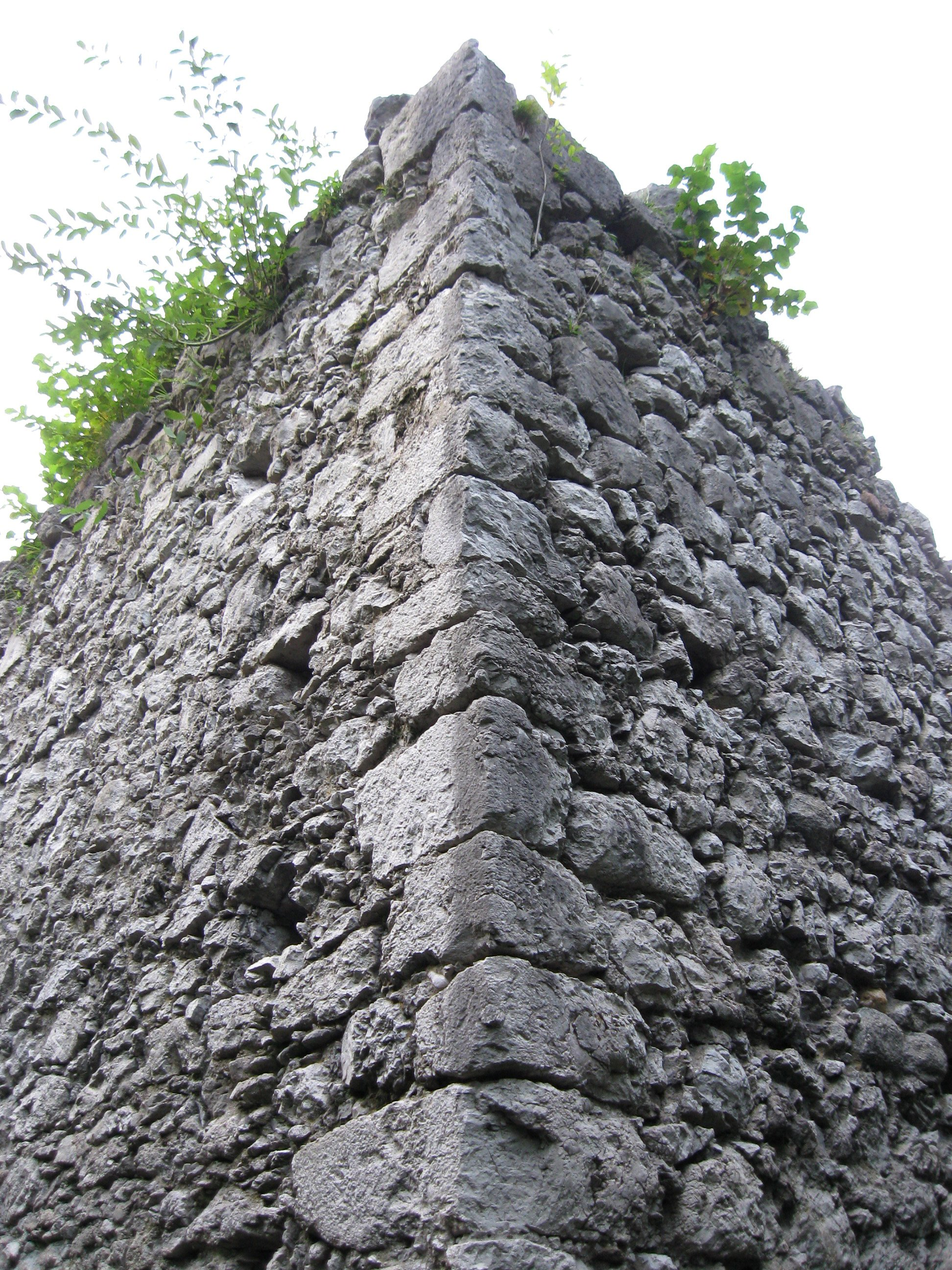
Bild 2: Eckmauerwerk des Mauergeviertes (September 2012)

Die Burgruine steht auf einem vom Wildbarren nach Osten vorspringenden Bergsporn, nur einige Höhenmeter über dem Talgrund. Die Burg bestand aus einem quadratischen 18 mal 16 Meter messenden Mauergeviert, dessen Reste noch etwa acht Meter aufragen. Es wurde aus Bruchsteinen mit Eckquaderung errichtet (Bild 2), die Mauerstärke betrug 1,2 Meter. Der Zugang befand sich an der Nordseite, dort ist ein gemauerter Torbogen erhalten, der allerdings nur noch zu einem kleinen Teil aus dem Boden ragt (Bild 3). An der Südostecke dieses Mauergeviertes befindet sich ein fünf Meter langer und zwei Meter herausragender Vorsprung des Gebäudes, möglicherweise lag an der Südseite des Geviertes ein leicht vorspringender Palas, die restliche Mauer bildete einen Hof. Das Mauerwerk besteht zu einem großen Teil aus der Zeit des Wiederaufbaus nach der Zerstörung um das Jahr 1430.
Die Westseite wurde zum stark ansteigenden Berghang des Wildbarrens durch einen Halsgraben geschützt. An der Ostseite des Burgberges liegt einige Meter tiefer eine Terrasse, die von der Kernburg zusätzlich zum Höhenunterschied durch einen Graben mit Außenwall abgetrennt wurde. Auf ihr befand sich vermutlich die Vorburg.